# Centerfold (gruppo musicale)
Centerfold è stato un trio pop femminile olandese attivo nella seconda metà degli anni ottanta. La sua formazione originaria comprendeva Laura Fygi, Cecilia de la Rie e Rowan Moore.

## Storia
Il trio Centerfold ha debuttato nel 1984 con il singolo Bad Boy, che è stato seguito da un servizio fotografico per la versione olandese di Playboy. Dopo pochissimo tempo le ragazze hanno esibito il loro brano allo show TopPop, iniziando a farsi conoscere in tutta la nazione.
Il loro singolo più famoso rimane Dictator, del 1986: ha infatti raggiunto la posizione 6 nella Top 40 olandese e la posizione 19 in quella belga, attirando l'interesse anche di altri paesi europei, come la Germania. A questo singolo seguirono altri successi come Up and Coming, una cover dei Golden Earring Radar Love e infine Bitch When I See Red, brano scritto da Björn Ulvaeus e Benny Andersson degli ABBA. Il loro album di debutto, Man's Ruin, ha visto la luce nel 1987.
Nel 1988 Cecilia de la Rie decise di abbandonare il gruppo e al suo posto entrò Sandra Noach: con lei il trio pubblico un solo singolo, Play the Game, poiché subito dopo l'uscita del brano, la Noach morì tragicamente, causando l'immediato scioglimento del gruppo con la conseguente cancellazione del loro secondo album in studio, Whistling at the Wolves.

### Dopo Centerfold
Rowan Moore e Laura Fygi si sono unite sotto un nuovo gruppo, The Backlot, che ha pubblicato un album e due singoli che tuttavia non hanno riscontrato il successo di Centerfold, mentre Cecilia de la Rie ha fondato il gruppo Red Cinder. Entrambe le band hanno avuto vita breve.
Laura Fygi è diventata una cantante jazz/pop molto acclamata in Europa, Sud America e Giappone, Rowan Moore si è dedicata all'attività di modella, produttrice e presentatrice televisiva per la VPRO e Cecilia de la Rie si è ritirata definitivamente dalla scena pubblica.

## Formazione
- Laura Fygi (1984-1989)
- Rowan Moore (1984-1989)
- Cecilia de la Rie (1984-1988)
- Sandra Noach (1988-1989)

## Discografia

### Album in studio
| Anno | Album      | Posizionamenti nelle classifiche | Posizionamenti nelle classifiche | Posizionamenti nelle classifiche | Posizionamenti nelle classifiche | Posizionamenti nelle classifiche | Posizionamenti nelle classifiche |
| Anno | Album      | NED                              | BEL                              | GER                              | SWI                              | UK                               | US                               |
| ---- | ---------- | -------------------------------- | -------------------------------- | -------------------------------- | -------------------------------- | -------------------------------- | -------------------------------- |
| 1987 | Man's Ruin | 6                                | 7                                | 24                               | 34                               | 16                               | 155                              |

### Raccolte
- 1992 - The Best of Centerfold

### Singoli
| Anno | Singolo                                               | Posizionamenti nelle classifiche | Posizionamenti nelle classifiche | Posizionamenti nelle classifiche | Posizionamenti nelle classifiche | Posizionamenti nelle classifiche | Posizionamenti nelle classifiche | Posizionamenti nelle classifiche | Posizionamenti nelle classifiche | Posizionamenti nelle classifiche | Posizionamenti nelle classifiche | Posizionamenti nelle classifiche | Posizionamenti nelle classifiche |
| Anno | Singolo                                               | NED                              | AUS                              | BEL                              | CAN                              | FRA                              | GER                              | ITA                              | NZ                               | SWE                              | SWI                              | UK                               | US                               |
| ---- | ----------------------------------------------------- | -------------------------------- | -------------------------------- | -------------------------------- | -------------------------------- | -------------------------------- | -------------------------------- | -------------------------------- | -------------------------------- | -------------------------------- | -------------------------------- | -------------------------------- | -------------------------------- |
| 1984 | Bad Boy                                               | 41                               | —                                | —                                | —                                | —                                | —                                | —                                | —                                | —                                | —                                | —                                | —                                |
| 1984 | Pump It Up                                            | —                                | —                                | —                                | —                                | —                                | —                                | —                                | —                                | —                                | —                                | —                                | —                                |
| 1985 | Rough                                                 | —                                | —                                | 50                               | —                                | —                                | 86                               | —                                | —                                | —                                | —                                | —                                | —                                |
| 1985 | Sexual Wonder Land                                    | —                                | —                                | —                                | —                                | —                                | —                                | —                                | —                                | —                                | —                                | —                                | —                                |
| 1986 | Dictator                                              | 3                                | 4                                | 1                                | 11                               | 15                               | 9                                | 7                                | 10                               | 5                                | 5                                | 6                                | 12                               |
| 1986 | Up and Coming                                         | 8                                | —                                | 19                               | —                                | 55                               | 80                               | 39                               | —                                | 46                               | —                                | 85                               | —                                |
| 1986 | Radar Love                                            | 14                               | 30                               | 28                               | 49                               | —                                | 27                               | 23                               | —                                | —                                | —                                | 15                               | 88                               |
| 1987 | Bitch When I See Red                                  | —                                | —                                | —                                | —                                | —                                | —                                | —                                | —                                | —                                | —                                | —                                | —                                |
| 1987 | S.O.S. Mozambique (artisti olandesi per il Mozambico) | 14                               | —                                | —                                | —                                | —                                | —                                | —                                | —                                | —                                | —                                | —                                | —                                |
| 1987 | Intimate Climate                                      | 36                               | —                                | —                                | —                                | —                                | —                                | —                                | —                                | —                                | —                                | —                                | —                                |
| 1988 | Money                                                 | 50                               | —                                | —                                | —                                | —                                | —                                | —                                | —                                | —                                | —                                | —                                | —                                |
| 1989 | Play the Game                                         | 35                               | —                                | —                                | —                                | —                                | —                                | —                                | —                                | —                                | —                                | —                                | —                                |